# Chorzów Stary (stacja kolejowa)
Chorzów Stary – stacja kolejowa w Chorzowie Starym, w województwie śląskim, w Polsce. W ruchu pasażerskim na stacji zatrzymują się tylko pociągi osobowe, bez zatrzymywania przejeżdżają pociągi klasy TLK i Intercity.

## Historia
Budynek dworca zburzono w 2014 roku, w 2017 zlikwidowano kładkę nad torami oraz wyburzono resztę budynków gospodarczych.
W grudniu 2020 PKP Polskie Linie Kolejowe podpisały umowę na opracowanie dokumentacji oraz przebudowę linii kolejowej nr 131 na odcinku Chorzów Batory – Nakło Śląskie obejmującą przebudowę stacji Chorzów Stary. W marcu 2022 rozpoczęły się właściwie prace budowlane, co poskutkowało zamknięciem linii nr 131 na odcinku Chorzów Batory – Tarnowskie Góry, w tym stacji Chorzów Stary. 15 grudnia 2024 ruch pasażerki na tym odcinku linii nr 131 został przywrócony.

## Ruch pasażerski

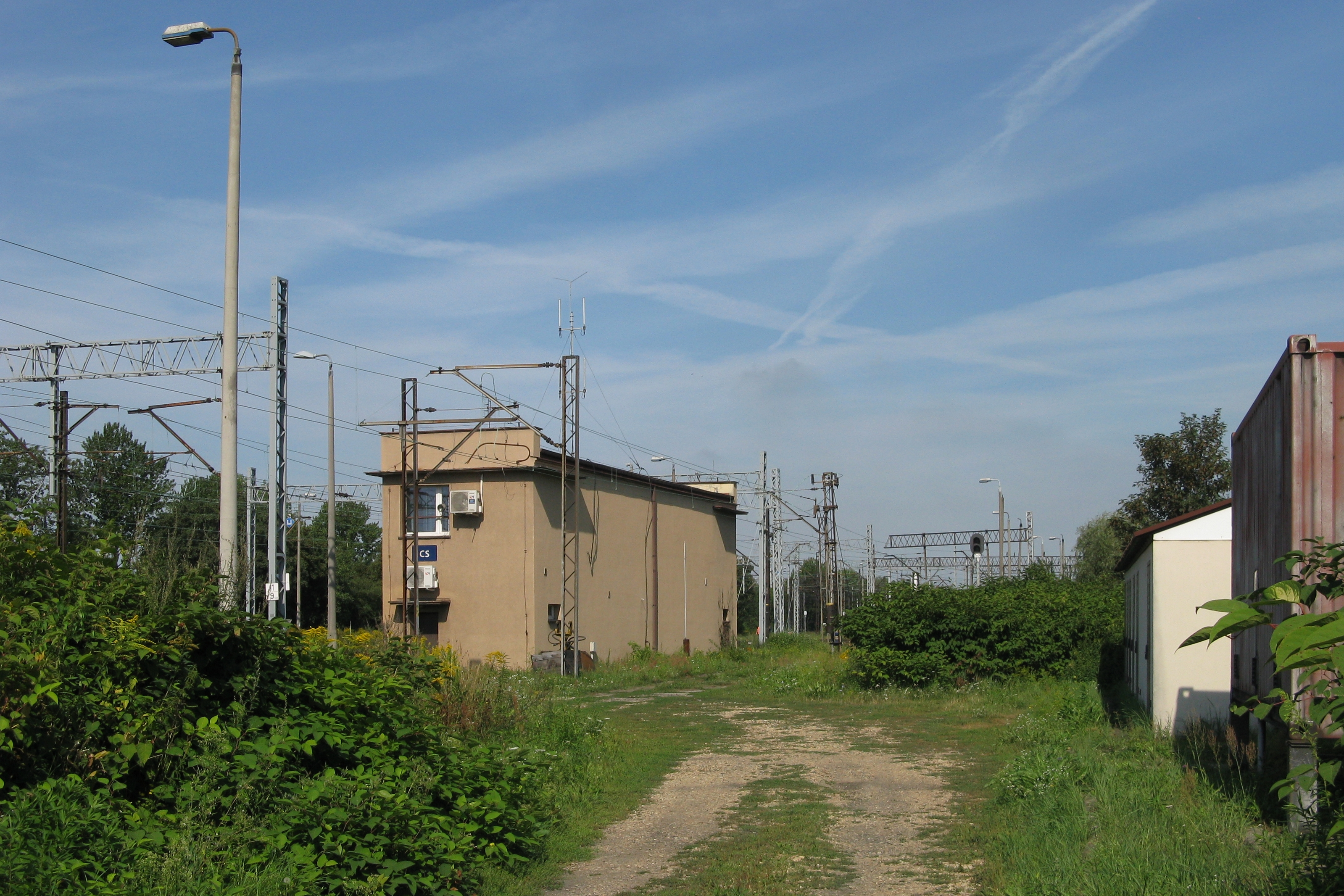
Nastawnia dysponująca CS na stacji Chorzów Stary (2018)

| Rok  | Wymiana pasażerska na dobę |
| ---- | -------------------------- |
| 2017 | 0-9                        |
| 2022 | 50-99                      |